# Empire Distribution
Empire Distribution, Records and Publishing Inc. (nota semplicemente nome Empire) è un'etichetta discografica statunitense con sede a San Francisco, California. Fondata nel 2010 da Ghazi Shami, essa ha pubblicato diversi album di genere R&B, reggae, rock, gospel, Latin, country e pop, ma è maggiormente concentrata sulla musica hip hop.

## Storia

### Fondazione
La Empire è stata fondata nel 2010 dal CEO Ghazi Shami, laureato in tecnologia musicale presso la San Francisco State University e ex direttore della Urban Music di INgrooves. Nel gestire la società, Shami è stato affiancato da Nima Etminan, che ha conseguito un master in economia aziendale e si è laureato in gestione dei media presso la Hamburg Media School di Amburgo. Etminan, co-fondatore della piattaforma hip-hop DubCNN.com, ha lavorato per espandere la missione e i servizi e dal 2011 gestiva il Marketing e il settore A&R. Etminan ora è vice-presidente delle operazioni e A&R.

## Artisti
- 9th Wonder
- Ab-Soul
- Anderson Paak
- B-Legit
- Bobby V
- Boosie Badazz
- Crooked I
- Daz Dillinger
- Diamond D (D.I.T.C.)
- Dizzy Wright
- Ester Dean
- Fashawn
- Flipsyde
- Freddie Gibbs
- Hayley Kiyoko
- Hopsin
- Iggy Azalea
- J Dilla
- Jacob Latimore
- Jim Jones
- Joji
- Justina Valentine
- Kurupt
- Ron Suno

- Lumidee
- Mac Dre
- Mann
- Pia Mia
- PnB Rock
- Prezi
- Rapper Big Pooh
- Rapsody
- Riff Raff
- Remy Ma
- Rich Brian
- Saba
- Sleepy Hallow
- Slim Thug
- Tego Calderón
- The Foreign Exchange
- Trae tha Truth
- Trinidad James
- Tyga
- WC
- XXXTentacion
- Zion I
- Z-Ro